# Limnephilus ignavus
Limnephilus ignavus – gatunek chruścika z rodziny bagiennikowatych (Limnephilidae).
Występuje w prawie całej Europie, larwy występują w jeziorach, strumieniach i roślinności rzek. Limnefil.
Materiał obejmuje kilka larw złowionych w Jeziora Jełguńskiego oraz dwie niepewnie oznaczone larwy z Jeziora Mikołajskiego, złowione na gałęziach i kamieniach oraz w bagnistym zbiorniku Wielkopolski (Jaskowska 1961). Imagines złowiono nad jeziorami Jełguńskim oraz Oświn.
W Europie Północnej występuje lokalnie, w potokach, kanałach i jeziorach. Imagines bardzo rzadko łowione nad Balatonem.